# George Cohen
George Reginald Cohen (ur. 22 października 1939 w Londynie, zm. 23 grudnia 2022) – angielski piłkarz, prawy obrońca. Mistrz świata z roku 1966.
Cohen całą karierę spędził w Fulham. Zawodowy kontrakt podpisał w 1956 i do 1969 w barwach londyńskiego klubu rozegrał 456 ligowych spotkań (6 bramek). Grał jako skrajny, ofensywnie usposobiony i często wspomagający skrzydłowych, obrońca.
W reprezentacji Anglii debiutował w 1964 w meczu z Urugwajem. Miał pewne miejsce w podstawowym składzie zespołu mistrzów świata. Reprezentacyjną karierę zakończył w 1967 z bilansem 37 spotkań (bez goli).